# Бондарка (річка)
Бондарка, Кондарева — річка в Україні, у Новоархангельському районі Кіровоградської області. Права притока Синюхи (басейн Південного Бугу).

## Опис
Довжина річки 10,5 км, похил річки — 6,5 м/км. Площа басейну 56,5км².
Бере початок на північно-західній околиці села Підвисоке. Тече переважно на південний схід через Володимирівку і впадає у річку Синюху, ліву притоку Південного Бугу.
Найбільша глибина 45-50 см, ширина близько 10-23 м. За легендою назва річки походить від прізвище Бондар — чоловік який займався виготовленням бочкок і вимочував їх саме у цій річечці.
Іхтіофауна річки є не досить багатою. Найбільше зустрічаються види риб: карась, верховодка звичайна, амурський чебачок (синька), коблик, в'юн, трапляється черепаха болотяна. Місцеві жителі використовують річку для любительського рибальства. Біля річки можна зустріти свійських та диких навколоводних птахів (крижні, лебеді, гуси). Серед представників фауни зустрічаються пацюк водяний, ондатра, вуж звичайний.
Протікає річечка, починаючи свій шлях, від Першого зеленобрамського ставка, і потрапляє в Центральний сільський став, мимо білого яру в село Володимирівка а далі в р. Синюха. Довжина річки близько 2,5-3 км. У с. Володимирівка на річці споруджено міст.
Річка відіграє важливу роль у житті місцевої громади. Її використовують для годування свійської птиці, поливу грядок, рибальства та відпочинку. Вона додає ландшафту громади естетичної привабливості. 